# Чемпионат Европы по футболу 2020 (отборочный турнир, группа A)
Жеребьёвка отборочного турнира чемпионата Европы 2020 прошла в Дублине 2 декабря 2018 года. В группу A попали сборные по футболу следующих стран: Англия, Чехия, Болгария, Черногория и Косово. Матчи в группе A прошли с 21 марта 2019 по 19 ноября 2019 года.
Сборные, занявшие первые два места, вышли в финальную часть чемпионата.
Команды, которые не прошли квалификационный групповой этап, смогли по-прежнему претендовать на финальный турнир через плей-офф лиги наций 2018/2019. Каждой лиге было выделено одно из четырёх оставшихся мест Евро-2020. Четыре команды из каждой лиги, которые ещё не получили квалификацию для финала чемпионата Европы, соревновались в плей-офф своей лиги, которые были сыграны в марте 2020 года. Места для плей-офф сначала были распределены на каждого победителя группы, а если команда уже прошла квалификацию в финал чемпионата Европы, то её место достаётся следующей лучшей команде дивизиона. Если же и в этом случае четверка команд будет недоукомплектована, свободные места получат лучшие команды из лиги (лиг) ниже классом, из тех, что не прошли квалификацию чемпионата Европы и не попали в плей-офф собственной лиги..

## Турнирная таблица
| Поз | Команда    | И | В | Н | П | МЗ | МП | РМ  | О  | Квалификация                        |  | Англия | Чехия | Республика Косово | Болгария | Черногория |
| --- | ---------- | - | - | - | - | -- | -- | --- | -- | ----------------------------------- |  | ------ | ----- | ----------------- | -------- | ---------- |
| 1   | Англия     | 8 | 7 | 0 | 1 | 37 | 6  | +31 | 21 | Квалификация в финальный раунд      |  | —      | 5:0   | 5:3               | 4:0      | 7:0        |
| 2   | Чехия      | 8 | 5 | 0 | 3 | 13 | 11 | +2  | 15 | Квалификация в финальный раунд      |  | 2:1    | —     | 2:1               | 2:1      | 3:0        |
| 3   | Косово     | 8 | 3 | 2 | 3 | 13 | 16 | −3  | 11 | Сборная участвует в стыковых матчах |  | 0:4    | 2:1   | —                 | 1:1      | 2:0        |
| 4   | Болгария   | 8 | 1 | 3 | 4 | 6  | 17 | −11 | 6  | Сборная участвует в стыковых матчах |  | 0:6    | 1:0   | 2:3               | —        | 1:1        |
| 5   | Черногория | 8 | 0 | 3 | 5 | 3  | 22 | −19 | 3  |                                     |  | 1:5    | 0:3   | 1:1               | 0:0      | —          |

## Результаты
Расписание матчей было опубликовано УЕФА после жеребьёвки 2 декабря 2018 года в Дублине. Время указано по CET/CEST, в соответствии с правилами УЕФА (местное время, если отличается, указано в скобках).
| Болгария           | 1:1     | Черногория |
| ------------------ | ------- | ---------- |
| Неделев 82′ (пен.) | (отчёт) | 50′ Мугоша |

| Англия                                                        | 5:0     | Чехия |
| ------------------------------------------------------------- | ------- | ----- |
| Стерлинг 24′, 62′, 68′ · Кейн 45+2′ (пен.) · Калас 84′ (авт.) | (отчёт) |       |

| Косово     | 1:1     | Болгария    |
| ---------- | ------- | ----------- |
| Зенели 62′ | (отчёт) | 39′ Божиков |

| Черногория  | 1:5     | Англия                                              |
| ----------- | ------- | --------------------------------------------------- |
| Вешович 18′ | (отчёт) | 31′ Кин · 39′, 59′ Баркли · 71′ Кейн · 81′ Стерлинг |

| Чехия        | 2:1     | Болгария |
| ------------ | ------- | -------- |
| Шик 20′, 50′ | (отчёт) | 3′ Иса   |

| Черногория | 1:1     | Косово     |
| ---------- | ------- | ---------- |
| Мугоша 69′ | (отчёт) | 24′ Рашица |

| Болгария                    | 2:3     | Косово                                 |
| --------------------------- | ------- | -------------------------------------- |
| И. Попов 43′ · Димитров 55′ | (отчёт) | 14′ Рашица · 64′ Муричи · 90+3′ Рашани |

| Чехия                                             | 3:0     | Черногория |
| ------------------------------------------------- | ------- | ---------- |
| Янкто 18′ · Копитович 49′ (авт.) · Шик 84′ (пен.) | (отчёт) |            |

| Косово                   | 2:1     | Чехия   |
| ------------------------ | ------- | ------- |
| Муричи 20′ · Войвода 66′ | (отчёт) | 16′ Шик |

| Англия                                          | 4:0     | Болгария |
| ----------------------------------------------- | ------- | -------- |
| Кейн 24′, 50′ (пен.), 73′ (пен.) · Стерлинг 55′ | (отчёт) |          |

| Англия                                                         | 5:3     | Косово                             |
| -------------------------------------------------------------- | ------- | ---------------------------------- |
| Стерлинг 8′ · Кейн 19′ · Войвода 38′ (авт.) · Санчо 44′, 45+1′ | (отчёт) | 1′, 49′ Бериша · 55′ (пен.) Мурики |

| Черногория | 0:3     | Чехия                                           |
| ---------- | ------- | ----------------------------------------------- |
|            | (отчёт) | 54′ Соучек · 58′ Масопуст · 90+4′ (пен.) Дарида |

| Чехия                    | 2:1     | Англия         |
| ------------------------ | ------- | -------------- |
| Брабец 9′ · Ондрашек 85′ | (отчёт) | 5′ (пен.) Кейн |

| Черногория | 0:0     | Болгария |
| ---------- | ------- | -------- |
|            | (отчёт) |          |

| Болгария | 0:6     | Англия                                                        |
| -------- | ------- | ------------------------------------------------------------- |
|          | (отчёт) | Рашфорд 7′ · Баркли 20′, 32′ · Стерлинг 45+4′, 69′ · Кейн 85′ |

| Косово                    | 2:0     | Черногория |
| ------------------------- | ------- | ---------- |
| Ррахмани 10′ · Мурики 34′ | (отчёт) |            |

| Чехия                   | 2:1     | Косово    |
| ----------------------- | ------- | --------- |
| Крал 71′ · Челустка 79′ | (отчёт) | 50′ Нухиу |

| Англия                                                                                             | 7:0     | Черногория |
| -------------------------------------------------------------------------------------------------- | ------- | ---------- |
| Окслейд-Чемберлен 11′ · Кейн 19′, 24′, 37′ · Рашфорд 30′ · Шофранац 66′ (авт.) · Теэми Абрахам 84′ | (отчёт) |            |

| Болгария    | 1:0     | Чехия |
| ----------- | ------- | ----- |
| Божиков 56′ | (отчёт) |       |

| Косово | 0:4     | Англия                                           |
| ------ | ------- | ------------------------------------------------ |
|        | (отчёт) | 32′ Уинкс · 79′ Кейн · 83′ Рашфорд · 90+1′ Маунт |

## Бомбардиры
12 мячей
| - Гарри Кейн |

8 мячей
| - Рахим Стерлинг |

4 мяча
| - Росс Баркли - Маркус Рашфорд | - Ведат Мурики | - Патрик Шик |

2 мяча
| - Джейдон Санчо - Васил Божиков | - Милот Рашица - Валён Бериша | - Стефан Мугоша |

1 мяч
| - Майкл Кин - Алекс Окслейд-Чемберлен - Тэмми Абрахам - Гарри Уинкс - Мейсон Маунт - Тодор Неделев - Исмаил Иса - Ивелин Попов - Димитров | - Арбер Зенели - Эльбасан Рашани - Мергим Войвода - Амир Ррахмани - Атде Нухиу - Марко Вешович - Якуб Янкто | - Владимир Дарида - Лукаш Масопуст - Томаш Соучек - Якуб Брабец - Зденек Ондрашек - Алекс Крал - Ондржей Челустка |

1 автогол
| - Мергим Войвода (В матче с Англия) | - Борис Копитович (В матче с Чехия) - Александар Шофранац (В матче с Англия) | - Томаш Калас (В матче с Англия) |

## Дисциплина
Игрок автоматически пропускает следующий матч в случаях:
- Получение красной карточки (увеличение срока дисквалификации, может быть произведено в случае серьёзного нарушения)
- Получение трёх жёлтых карточек в трёх разных матчах, а также после пятой и любых последующих жёлтых карточек (дисквалификация переносится в плей-офф, но не в финал или в любые другие будущие международные матчи)

Следующие дисквалификации были получены во время квалификационных матчей:

## Комментарии
1. ↑  CET (UTC+1) для матчей в марте и ноябре 2019, а CEST (UTC+2) для всех остальных матчей.
2. ↑  За расистское поведение болельщиков в домашнем матче против Англии, Сборная Черногории, по решению УЕФА, должна была сыграть один домашний матч (против Косово 7 июня 2019 года) без зрителей'"`UNIQ--ref-0000001B-QINU`"'.